# Mad & Bolig Magasinet
Mad & Bolig er et dansk bolig- og madmagasin, der udgives af Aller Media og udkommer en gang om måneden. 
Mad & Boligs stofområder inkluderer boligreportager, madlavning, indretning og rejser. I 1. halvår af 2014 havde Mad & Bolig et oplagstal på 28.293, mens oplagstallet i 2. halvår lå på 29.469.
Ulla Johanne Johansson er chefredaktør for Mad & Bolig.